# المعالجة بالكلورامينات
المعالجة بالكلورامينات هي معالجة مياه الشرب بمطهر الكلورامين. يتم إضافة كل من الكلور وكميات صغيرة من الأمونيا إلى الماء في وقت واحد والتي تتفاعل معًا لتشكيل الكلور، وهو مطهر يدوم طويلاً. يستخدم تطهير الكلورامين في كل من محطات معالجة المياه الصغيرة والكبيرة.

## الاستعمال
في الولايات المتحدة، تحتاج وكالة حماية البيئة (EPA) إلى صيانة ما يسمى بـ «الرواسب» من المطهرات الذي يبقى في نظام توزيع المياه أثناء تسليمه إلى منازل الناس.
اعطى تنظيم وكالة حماية البيئة خيارين للمطهرات المترسبة (المتبقية) - الكلور أو الكلورامين. تقوم العديد من وكالات المياه الرئيسية بالتغيير إلى الكلورامين لتلبية مواصفات اتحادي المنظمات الحالية والمتوقعة لمياه الشرب بشكل أفضل ولحماية الصحة العامة.

## الكلور مقابل الكلورامين
هناك العديد من أوجه التشابه بين الكلور والكلورامين. كلاهما يوفر التطهير المتبقي الفعال مع الحد الأدنى من المخاطر على الصحة العامة. كلاهما سام للأسماك والبرمائيات. يتفاعل كل من الكلور والكلورامين مع المركبات الأخرى في الماء لتشكيل ما يسمى «المنتجات الثانوية للتطهير».
الفرق هو أن الكلور يشكل العديد من المنتجات الثانوية، بما في ذلك (Trihalomethanes (THM وأحماض الهالاسيتيك (HAA)، بينما يشكل الكلورامين كمية أقل بكثير من THMs و HAAs ولكنه أيضًا يشكل (N-N-Nitrosodimethylamine (NDMA. تتمثل إحدى الفوائد الرئيسية للكلورامين في أن استخدامه يقلل من المستويات الإجمالية لهذه الملوثات المنظمة مقارنة بالكلور.

## الآثار السلبية
الكلورامين سام للأسماك والبرمائيات. الكلورامين، مثل الكلور، يكون على اتصال مباشر مع مجرى الدم من خلال خياشيم الأسماك ويجب إزالته من الماء المضاف إلى أحواض السمك وبرك الأسماك. يجب أيضًا إزالته من الماء قبل استخدامه في آلات غسيل الكلى، حيث أن الماء يتلامس مباشرة مع مجرى الدم أثناء العلاج. منذ الثمانينيات، تم تصميم معظم أجهزة غسيل الكلى باستخدام مرشحات لإزالة الكلورامين.
يعتبر الكلورامين بشكل عام مشكلة في تخمير البيرة. مثل الكلور يمكن أن يتفاعل مع بعض النكهات النباتية الطبيعية التي تتكون منها البيرة وتغييرها، وقد يبطئ أو يغير الخميرة. نظرًا لأن الكلورامين يتبدد بشكل أبطأ بكثير من الكلور من الماء، فإن صانعي البيرة يفضلون ترشيح الكربون و/أو أقراص الكامبدين لتحييده في الماء.
لا يجد الناس صعوبة في هضم الكلور أو الكلورامين عند المستويات الموجودة في مياه الشرب العامة؛ لا يتم إدخال هذه المياه مباشرة في مجرى الدم البشري. في الولايات المتحدة، حددت وكالة حماية البيئة الأمريكية الحد الأدنى والأقصى من المستويات الآمنة القائمة على الصحة للكلورامين في مياه الشرب. في مكان آخر، قد تضع وكالات إشراف مماثلة معايير جودة مياه الشرب للكلورامين.
قدم اثنان من بناة المنازل دعاوى قضائية ضد منطقة مولتون نيغيل المائية في عام 2012، (في مقاطعة أورانج كاليفورنيا)، بحجة أن تسرب الثقب في أنابيب المياه النحاسية في منازلهم كان بسبب معالجة المياه المعيبة بالكلورامين. تسبب تسريبات الثقب في أضرار باهظة الثمن لمنازل الناس، ويدعي البناؤون أنه يجب عليهم إعادة تجهيز المنازل على نفقة كبيرة للتعامل مع المشكلة. لاحظ المسؤولون أن البنائين فقط قاما برفع الدعوى، ولكن اعتبارًا من أواخر 2013 زاد عدد الدعاوى القضائية.
 من المحتمل أن تتحول المنتجات الثانوية للتطهير النتروجيني إلى نيتروزامين عن طريق عمل الكلورة والكلورامين. تشتمل مركبات NDBP  الأخرى على هالونيترو ألكونات وهالونيتريل وهالوأميدات.

## إزالة أحادي الكلورامين من الماء
يجب إزالة الكلورامين من الماء المخصص لغسيل الكلى، وأحواض السمك، وتطبيقات الزراعة المائية، والبيرة المنزلية. يجب إزالة الكلورامين من الماء قبل استخدامه في أجهزة غسيل الكلى لأنه يمكن أن يسبب فقر الدم الانحلالي إذا دخل إلى مجرى الدم. في التطبيقات المائية، يوقف الكلورامين نمو النباتات.
عندما يتم استخدام عملية كيميائية أو بيولوجية تغير كيمياء الكلورامين، فإنها تقع تحت إزالة الكلور الاختزالي. تستخدم تقنيات أخرى طرقًا فيزيائية - وليست كيميائية - لإزالة الكلورامين.

### الضوء فوق البنفسجي
يعد استخدام الأشعة فوق البنفسجية لإزالة الكلور أو الكلورامين تقنية راسخة تم قبولها على نطاق واسع في تطبيقات الأدوية والمشروبات وغسيل الكلى. كما تستخدم الأشعة فوق البنفسجية للتطهير في المرافق المائية.

### حمض الأسكوربيك وأسكوربات الصوديوم
يعمل حمض الأسكوربيك (فيتامين سي) وأسكوربات الصوديوم على تحييد كل من الكلور والكلورامين تمامًا، ولكنه يتحلل في يوم أو يومين، مما يجعلها قابلة للاستخدام فقط في التطبيقات قصيرة المدى. حددت SFPUC أن 1000 ملغ من أقراص فيتامين سي، المسحوقة والمخلوطة بماء الاستحمام، تزيل الكلورامين تمامًا في حوض استحمام متوسط الحجم دون خفض درجة الحموضة بشكل ملحوظ.

### الكربون المنشّط
تم استخدام الكربون المنشط لإزالة الكلورامين قبل وقت طويل من توفر الكربون المحفّز، وهو شكل من أشكال الكربون المنشّط؛ يتطلب الكربون المنشّط القياسي وقت اتصال طويل جدًا، مما يعني الحاجة إلى كمية كبيرة من الكربون. للإزالة الشاملة، قد يتطلب الأمر ما يصل إلى أربعة أضعاف وقت الاتصال للكربون المحفّز.  
تعتمد معظم وحدات غسيل الكلى الآن على فلاتر الكربون المنشط الحبيبي (GAC)، والتي يجب وضع اثنين منها في سلسلة بحيث يمكن اكتشاف اختراق الكلورامين بعد الأول، قبل فشل الثاني. بالإضافة إلى ذلك، يمكن استخدام حقن بيروكبريتيت الصوديوم في ظروف معينة.

### أقراص الكامبدين
يستخدم مصنعوا البيرة المنزلية عوامل اختزال مثل بيروكبريتيت الصوديوم أو ميتابيكبريتيت البوتاسيوم (كلاهما يباع كأقراص كامبدين) لإزالة الكلورامين من تخمير المشروبات المخمرة. ومع ذلك، يمكن أن يسبب الكبريت المتبقي النكهات في البيرة لذا يفضل ميتابيكبريتيت البوتاسيوم.بالنسبة لتخمير البيره أو المشروبات المخمره بالمنزل حيث يتفاعل بيروكبريتيت الصوديوم أو ميتابيكبريتيت البوتاسيوم مع الكلورامين ناتجا كل من كلوريد الصوديوم وايونات الامونيوم وكلاهما عناصر مفيده في تصنيع البيره أو تخمير المشروبات ويصلح أيضا في الزراعات المائيه لاستفادة النبات من هذه العناصر الناتجه ويبقي لا يصلح مع الاحياء المائية الاخري حيث ينتج ايون الامونيوم NH4+(الذي وان كان اقل سمية ولكنه مازال ساما علي الاحياء المائية) والذي يميل الي فقد أحد ايونات الهيدروجين مع أي ذره هيدروجين اخري مما يحوله الي NH3 أو امونيا مره اخري 

### ثيوكبريتات الصوديوم
يستخدم ثيوكبريتات الصوديوم لإزالة الكلور من مياه الصنبور لأحواض السمك أو معالجة النفايات السائلة من معالجات مياه الصرف الصحي قبل إطلاقها في الأنهار. تفاعل الاختزال مماثل لتفاعل اختزال اليود. تتطلب معالجة مياه الصنبور ما بين 0.1 و 0.3 جرام من ثيوسلفات الصوديوم (البلوري) خماسي الهيدرات لكل 10 لتر من الماء. العديد من الحيوانات حساسة للكلورامين، ويجب إزالته من الماء المعطى للعديد من الحيوانات في حدائق الحيوان بطرق اخري.

### طرق أخرى
يمكن إزالة الكلورامين، مثل الكلور، بالغلي والوقت الطويل (التعمير) ومع ذلك، فإن الوقت اللازم لإزالة الكلورامين أطول بكثير من الكلور. الوقت اللازم لإزالة نصف الكلورامين (عمر النصف) من 10 جالون أمريكي (38 لترًا؛ 8.3 جالونًا بحريًا) من الماء عن طريق الغليان هو 26.6 دقيقة، في حين أن نصف عمر الكلور الحر في غلي 10 جالون من الماء هو فقط 1.8 دقيقة. قد يستغرق التعمير أسابيع لإزالة الكلورامين، بينما يختفي الكلور في غضون أيام قليلة.